# 冰河龍屬
冰河龍屬（學名：Glacialisaurus）是種早期蜥腳形亞目恐龍，生存於侏儸紀早期，化石發現於南極洲的南極橫貫山脈。
正模標本（編號FMNH PR1823）是一個部分後肢與腳部化石，另一個左股骨（編號FMNH PR1822）也被編入此屬。這些化石被發現於柯克帕特里克峰（Mount Kirkpatrick），屬於漢森組（Hanson Formation）下層，是個擬灰質粉砂岩與泥岩地層。在2007年，由古生物學家Nathan Smith與迪亞戈·玻爾（Diego Pol）將這些化石進行敘述、命名，模式種是漢氏冰河龍（G. hammeri）。冰河龍的屬名意為「冰河蜥蜴」，因其化石是在南極橫貫山脈的比爾德莫爾冰川發現。種名則是以伊利諾州奧古斯塔那學院的William R. Hammer博士為名，Hammer博士是以古動物學與南極洲研究聞名。
在命名者的系統發生學研究中，冰河龍被歸類於大椎龍科，是種非真蜥腳類的蜥腳形亞目恐龍，演化位置比農神龍與板龍還要衍化。冰河龍的腳部特徵類似祿豐龍（發現於早侏儸紀的中國），而系統發生學研究顯示冰河龍與祿豐龍可能是近親；而科羅拉多斯龍、大椎龍等大椎龍科恐龍的演化位置更原始。近年其他研究也得出相同結論。在南極洲發現的冰河龍，代表者在早侏儸世時期，同時具有原始與衍化的蜥腳形亞目支系存在。